# Faith (Dacota do Sul)
Faith é uma cidade localizada no estado norte-americano de Dacota do Sul, no Condado de Meade.

## Demografia
Segundo o censo norte-americano de 2000, a sua população era de 489 habitantes.
Em 2006, foi estimada uma população de 460, um decréscimo de 29 (-5.9%).

## Geografia
De acordo com o United States Census Bureau tem uma área de
3,1 km², dos quais 3,1 km² cobertos por terra e 0,0 km² cobertos por água. Faith localiza-se a aproximadamente 791 m acima do nível do mar.

## Localidades na vizinhança
O diagrama seguinte representa as localidades num raio de 64 km ao redor de Faith.